# シャイニング・フォース イクサモバイル
シャイニング・フォース イクサモバイルは、携帯電話専用のオンラインゲーム。

## 概要
株式会社セガが運営・提供する携帯サイト、★ぷよぷよ！セガアプリのコンテンツの一つ。

## あらすじ
かつて聖剣を手に闇に立ち向かっていった者たちの物語があった。そしてこれはその狭間の物語。4つの月のある世界はどこからともなく現れた魔軍により世界暗黒に包まれようとしていた。だがこの世界の片隅にある遺跡は異世界からの光、絶対の闇に確固たる穴を穿つ事の出来る強靭な意志を感じ取っていた。これは光と闇の物語。

## 登場人物
トウマ
シリル
ガドフォール
メーベル
ゼナス
ゼラ
ジオフォート
アミタリリ
フォークリン
リューリス
ラグナダーム
デギンザール王
アスール
キャントール族
リームシアン
ドゥーガ
仮面の男
赤の賢者
緑の賢者
シン

## 用語
シャイニングフォース
ジオフォート